# ルノー・RE60
ルノー・RE60 (Renault RE60) は、ルノー・スポールが1985年のF1世界選手権に投入したフォーミュラ1カー。デザイナーはベルナール・デュドとジャン＝クロード・ミジョー。

## 概要
前年に引き続いてパトリック・タンベイとデレック・ワーウィックがドライブし、最高成績はタンベイによる第2戦ポルトガルと第3戦サンマリノでの3位。改良型のRE60Bが第7戦フランスグランプリから投入されたが、完走率が悪化し良い結果を残すことはできなかった。
ルノーはF1ワークス・チームへの資金提供が膨大なのに市販車の技術開発への寄与が少なく見合っていないことと、F1での敗北は悪い宣伝になるとしてこの年限りでのワークス参戦停止を決定した。

## 開発
RE60はRE50の進化型で、その成績はタンベイによる表彰台が2回と、F1で他チームに先駆けてターボエンジンを開発してきたルノーにとって1977年以来最低の成績しか残せなかった。この参戦期間でルノーチームとそのターボ・エンジンは着実に開発が進み成功と言えるレベルに達したが、のべ9年でコンストラクターでもドライバーでもタイトルを獲ることはできなかった。
長らくルノーの主任エンジニアだったミッシェル・テツや、マネージャーのジェラール・ラルースなど主要人物4名が前年末にチームを去り、チーム全体の雇用構造はシャッフルされていた。これはルノーチームにとって災難であった。リオ・デ・ジャネイロのジャカレパグア・サーキットでシーズン開幕前に行われたテストで、ワーウィックのドライブによって問題が判明した。RE60はRE50よりも3.5秒も遅く、ワーウィックは後に「ドライブすることは不可能」と記した。
1985年シーズンにルノーV6エンジンを使用した4チームの内、ファクトリーチームはロータス、リジェに後れを取った。ロータスはコンストラクターズ4位、3勝を挙げて71ポイントを獲得した。2勝はアイルトン・セナ、もう1勝はエリオ・デ・アンジェリスによるものであった。リジェはコンストラクターズ6位、ファクトリーを7ポイント上回る23ポイントを挙げた。シーズン中盤からルノーエンジンを使用したティレルは3ポイントを獲得した。
RE60を駆ったワーウィックにとって、ルノーとの契約は1984年に引き続いて2年目であったが、前年ワーウィックのRE50での走りを評価したウィリアムズが彼にアプローチを取った。ウィリアムズはリジェに移籍したジャック・ラフィットの代役としてワーウィックに白羽の矢を立てたのであった。しかしこの時点でウィリアムズのホンダ・ターボ時代の勝利はダラスGPにおけるケケ・ロズベルグのみであり、ワーウィックはルノー残留を選択し1985年の再契約を交わした。断られたウィリアムズは最終的にナイジェル・マンセルを選択した。果たして1985年、ホンダ・エンジンを搭載するウィリアムズ・FW10は4勝を挙げ、その中にはマンセルのF1初勝利も含まれた。ウィリアムズ・ホンダは以後3年F1の世界で最強を誇ることになりワーウィックは後悔することとなった。マンセルはその後通算31勝を記録し、1992年にはドライバーズ・タイトルも獲得した。一方ワーウィックはF1で1勝も挙げることができず、真に競争力のある車をドライブすることもできなかった。
RE60で参戦した1985年はルノーのファクトリーチームにとって第1期挑戦の最終年となった。1986年のエンジン供給のみ(ロータス・リジェ・ティレル)の参戦を挟み、1987年と1988年はF1からルノーの名前が完全に消えるが、1989年からルノーはV10自然吸気エンジンの供給で成功、2001年末にベネトン・フォーミュラを買収しルノーと改名して翌2002年からファクトリーとして2度目のF1参戦を果たすことになる。

## 売却
シーズン終了後、RE60はRE40や多くのスペアパーツとともにフランスの小チーム、AGSの代表者アンリ・ジュリアンに売却され、ギアボックス、リヤサスペンションなど多くのパーツが1986年用のAGS・JH21C、1987年のJH22へと流用された。AGSでは1989年夏まで使用されたJH23でもリアアップライトはRE60の物だった。

## F1における全成績
(key) （太字はポールポジション）
| 年     | チーム                  | エンジン                               | タイヤ | No. | ドライバー   | 1   | 2   | 3   | 4   | 5   | 6   | 7   | 8   | 9   | 10  | 11  | 12  | 13  | 14  | 15  | 16  | ポイント | 順位 |
| ------ | ----------------------- | -------------------------------------- | ------ | --- | ------------ | --- | --- | --- | --- | --- | --- | --- | --- | --- | --- | --- | --- | --- | --- | --- | --- | -------- | ---- |
| 1985年 | エキップ・ルノー エルフ | ルノー・ゴルディーニ EF4B / EF15 V6 tc | G      |     |              | BRA | POR | SMR | MON | CAN | DET | FRA | GBR | GER | AUT | NED | ITA | BEL | EUR | RSA | AUS | 16       | 7位  |
| 1985年 | エキップ・ルノー エルフ | ルノー・ゴルディーニ EF4B / EF15 V6 tc | G      | 15  | タンベイ     | 5   | 3   | 3   | Ret | 7   | Ret | 6   | Ret | Ret | 10  | Ret | 7   | Ret | 12  |     | Ret | 16       | 7位  |
| 1985年 | エキップ・ルノー エルフ | ルノー・ゴルディーニ EF4B / EF15 V6 tc | G      | 16  | ワーウィック | 10  | 7   | 10  | 5   | Ret | Ret | 7   | 5   | Ret | Ret | Ret | Ret | 6   | Ret |     | Ret | 16       | 7位  |
| 1985年 | エキップ・ルノー エルフ | ルノー・ゴルディーニ EF4B / EF15 V6 tc | G      | 14  | エスノー     |     |     |     |     |     |     |     |     | Ret |     |     |     |     |     |     |     | 16       | 7位  |

- 南アフリカのアパルトヘイト政策に対する国際圧力に従って、エキップ・ルノー エルフは1985年南アフリカグランプリをボイコットした。ルノーのボイコットは、フランス政府の南アフリカに対する制裁の一環であった。

## 参照
1. ↑  “STATS F1 ･ Renault RE60”.   Statsf1.com. 2010年8月23日閲覧。
2. ↑  Michel Têtu 1/2 – Les inédits de «Pilote et Gentleman» Classic Courses 2022年1月1日
3. ↑  MotorsportMagazine
4. ↑  “CONSTRUCTORS: AGS (AUTOMOBILES GONFARONNAISE SPORTIVES)”.   GrandPrix.com. 2008年4月12日時点のオリジナルよりアーカイブ。2008年4月10日閲覧。
5. ↑  Auto Course 1988/89, S. 58.